# René Louiche Desfontaines
René Louiche Desfontaines (1750–1833) fue un botánico y zoólogo francés.
Desfontaines nació en Tremblay en la región francesa de Bretaña. Asistió al Collège de Rennes y en 1773 fue a París para estudiar Medicina. Su interés en botánica se origina de las lecturas del Jardin des Plantes dada por Louis G. Lemonnier. El interés por la botánica creció y fue elegido como miembro de la Academia de las Ciencias Francesa en 1783.
Pasó dos años en Túnez y Argelia, regresando con una colección grande de plantas. Escribió Flora Atlantica (1798–1799, 2 vols.) con 300 géneros nuevos para la ciencia.
En 1786 fue nombrado profesor de botánica en el Jardin des Plantes, reemplazando a Lemonnier. Fue director del Muséum National d'Histoire Naturelle, fue uno de los fundadores del Institut de France, presidente de la Academia Francesa de Ciencias, y elegido Miembro de Honor de la Legión.

## Obra

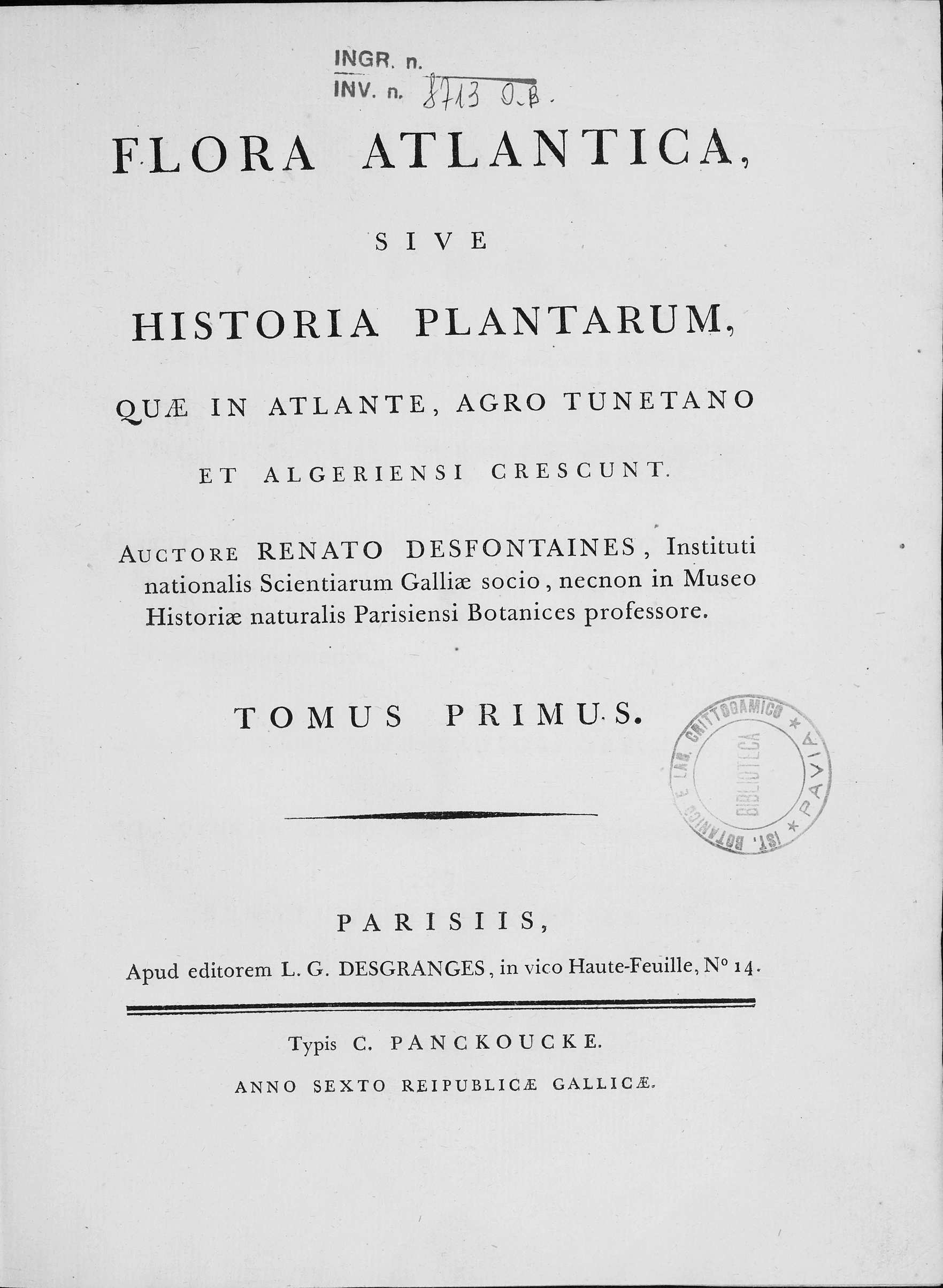
Flora atlantica, 1797

- Cours élémentaire, 1796
- Flora atlantica: sive historia plantarum quae in Atlante, agro tunetano et algeriensi crescunt (2 tomos), 1798—1799
- Tableau de l'École de Botanique du Muséum d'Histoire Naturelle, 1804
- Choix de plantes du Corollaire des instituts de Tournefort, 1808
- Histoire des arbres et arbrisseaux qui peuvent être cultivés en..., 1809
- Catalogus plantanum horti regii Parisiensis, 1829
- Voyages dans les régences de Tunis et d'Alger Jean André Peyssonnel, 1838

## Honores

### Órdenes
- Caballero de la Orden Real de la Legión de Honor.[1]

### Eponimia
Familia
- Desfontainiaceae D.Don[2]

Género
- (Loganiaceae) Desfontainia Ruiz & Pav.[3]

### Fuente
- Adrien Davy de Virville (dir.) 1955. Histoire de la botanique en France. SEDES (Paris) : 394 pp.

## Abreviatura (zoología)
La abreviatura Desfontaines  se emplea para indicar a René Louiche Desfontaines como autoridad en la descripción y taxonomía en zoología.